# أوزيليشطند
أوزيليشطند هي بلدة في مقاطعة قزل تبه في ولاية نواوي في أوزبكستان.